# Spachea
Spachea es un género con seis especies de plantas con flores  perteneciente a la familia Malpighiaceae. Es originario de América. El género fue descrito por  Adrien-Henri de Jussieu  y publicado en Icones Selectae Plantarum  3: 19, en el año 1837.  La especie tipo es Spachea elegans (G.Mey.) A.Juss.

## Descripción
Son arbustos o árboles con estípulas intrapeciolares. Las hojas generalmente con glándulas  en ambas superficies de la lámina. La inflorescencia  terminal o lateral , a veces independiente , en forma de  racimo. Los pétalos de color rosa o blanco , finamente denticulados o fimbriados.

## Distribución y hábitat
Tiene seis especies, una en Cuba, dos en el sur de América Central con una de ellas también en la vecina Colombia, y otras tres en el norte de América del Sur ( incluyendo Trinidad ). Todas crecen en los bosques húmedos, principalmente en elevaciones bajas, y teniendo en cuenta la morfología de sus frutos, parece seguro asumir que los cocos son dispersadas por el agua.

## Etimología
El nombre de este género se otorga en honor de Édouard Spach (1801-1879), un botánico francés que trabajó en el Museo Nacional de Historia Natural de Francia en París, cuando Adrien de Jussieu se encontraba allí.

## Especies
- Spachea correae Cuatrec. & Croat
- Spachea elegans 	(G.Mey.) A.Juss.
- Spachea herbert-smithii 	(Rusby) Cuatrec.
- Spachea membranacea 	Cuatrec.
- Spachea sericea Kuntze
- Spachea tricarpa 	A. Juss.